# Hieracium ornatum
Hieracium ornatum es una especie de planta con flor del género Hieracium, de la familia Asteraceae, orden Asterales.

## Distribución
Hieracium ornatum se distribuye por los Estados bálticos, Rusia, Noruega y Suecia.

## Taxonomía
Fue descrita científicamente por (Dahlst.) Dahlst.